# Římskokatolická farnost Dolní Jiřetín
Římskokatolická farnost Dolní Jiřetín (lat. Niedergeorgenthalium) je zaniklá církevní správní jednotka sdružující římské katolíky v Dolním Jiřetíně a okolí. Organizačně spadala do krušnohorského vikariátu, který je jedním z deseti vikariátů litoměřické diecéze.

## Historie farnosti

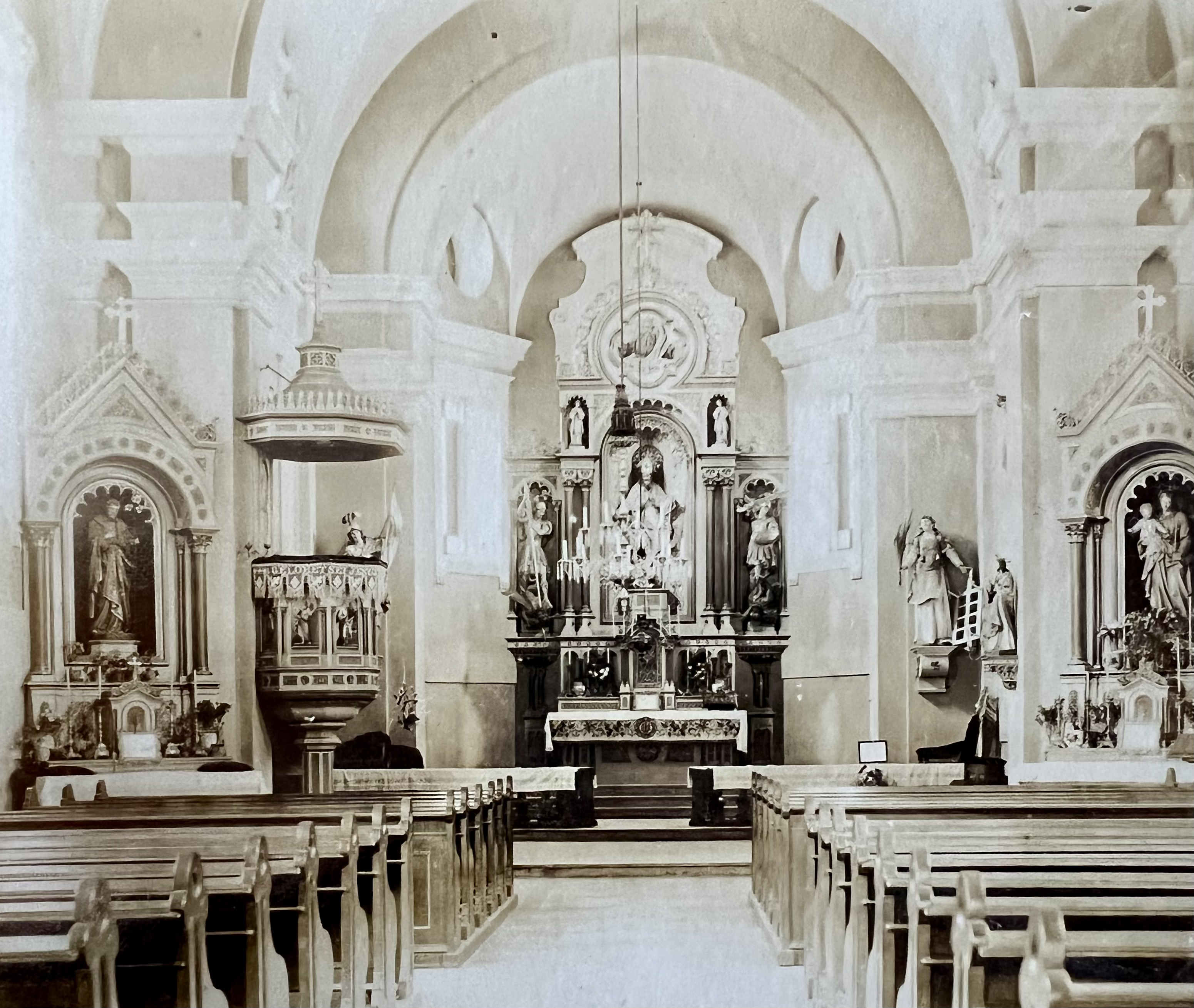
Interiér kostela sv. Mikuláše (1905)

Fara v Dolním Jiřetíně se poprvé připomíná již k roku 1352. Roku 1409 byla v místě plebánie, od které držitelka panství Anna z Koldic oddělila horní část Jiřetína a založila zde novou farnost Horní Jiřetín. Území farnosti pak spadalo až do roku 1855 pod farnost Horní Jiřetín. Matriky jsou v místě vedeny od roku 1685. Roku 1855 byla kanonicky zřízena farnost.
Farnost existovala do 31. prosince 2012 jako součást litvínovského farního obvodu. Od 1. ledna 2013 zanikla sloučením do farnosti Horní Jiřetín.

### Duchovní správcové vedoucí farnost
Začátek působnosti jmenovaného v duchovní správě farnosti od:
- 1784   expositus Vinc. Demuth (SJ), † 7. 12. 1804
- 1804   exposit. vacat
- 1822   exposit. Florian Schmalfuss, n. 4. 5. 1790 Serbicens., o. 15. 8. 1813, † 28. 3. 1854
- 1830   exposit. vacat
- 1833-1838 v katalozích neuvedeno
- 1839   cap. exposit. vacat
- 1840   cap. exposit. Ferd. Schindler, n. 14. 8. 1804 Motzdorfens., o. 3. 9. 1828
- 1845   protocap. loc. (provokaplan lokálie) Ferd. Schindler, n. 14. 8. 1804 Motzdorfens., o. 3. 9. 1828, † 7. 11. 1871
- 1854   chybí katalog
- 1855   cap. loc. Anton. Richter, n. 17. 2. 1818 Oberdorf., o. 29. 7. 1841
- 1857   protoparochus (prvofarář) Anton. Richter, n. 17. 2. 1818 Oberdorf., o. 29. 7. 1841
- 1864      chybí katalog
- 1865   Jos. Totzauer, n. 4. 8. 1827 Kunau, o. 25. 7. 1852, † 27. 4. 1888
- 1881   Aug. Dressler, n. 20. 6. 1844 Böhm. Kamnitz, o. 20. 7. 1869, † 17. 5. 1906
- 1889   Carolus Musch, n. 3. 7. 1861 Pont., o. 11. 5. 1884, † 19. 7. 1943
- 1904   par. vacat, admin. inter. August. Turek
- 1905   Alois. Linsmaier, n. 11. 8. 1857 Friedrichsthal, o. 17. 7. 1892, † 20. 3. 1916
- 1914   Ant. Purkhart, n. 11. 8. 1880 Nollendorf, o. 27. 2. 1904
- 1918   Wenc. Rönelt, n. 1. 3. 1888 Taucherschin, o. 13. 7. 1913, † 23. 10. 1960
- 1936   par. vacat, admin interc. Josef Richter
- 1939   par. vacat, admin interc. Oscar Renner
- 1. 11. 1942 Josef Puhl, n. 7. 5. 1909 Straußnitz, o. 16. 6. 1935, † 29. 10. 1944
- 27. 10. 1944 par. vacat, admin. exc. Bernard Schilli
- 1. 12. 1944  Henricus Cieslik, diecéze Timișoara
- 24. 11. 1945 Gustav Böhm
- 1. 5. 1946  Josef Rauer
- 12. 8. 1953  Oldřich Vinduška
- 1. 8. 1955  Bohuslav Skácel
- 3. 12. 1956  Oldřich Vinduška
- 1. 4. 1957  Tomáš Holoubek
- 1. 6. 1965  Jan Kozár
- 1. 10. 1970  Jaroslav Čuřík, SDB[3]
- 15. 9. 2006 – 31. 12. 2012 Grzegorz Czerny, admin. exc. in spiritualibus[p 2] a Ing. Vladimír Buřt, admin. in materialibus[p 3]

Kromě kněží stojících v čele farnosti, působili ve farnosti v průběhu její historie i jiní kněží. Většinou pracovali jako farní vikáři, kaplani, katecheté, výpomocní duchovní aj.

## Území farnosti
Do farnosti náleželo území obcí:
- Dolní Jiřetín (Niedergeorgenthal)[p 4] s osadou Čtrnáct Dvorců (Vierzehnhöfen)[p 4]
- Záluží u Litvínova (Maltheuern)[p 4]

## Římskokatolické sakrální stavby a místa kultu na území farnosti
| | Fotografie              | Stavba                  | Místo                   | Bohoslužby              | Zeměpisné souřadnice             | Status                  |                         |
| Zaniklé sakrální stavby | Zaniklé sakrální stavby | Zaniklé sakrální stavby | Zaniklé sakrální stavby | Zaniklé sakrální stavby | Zaniklé sakrální stavby          | Zaniklé sakrální stavby | Zaniklé sakrální stavby |
| --- | ----------------------- | ----------------------- | ----------------------- | ----------------------- | -------------------------------- | ----------------------- | ----------------------- |
| 1. |                         | Kostel sv. Mikuláše     | Dolní Jiřetín           | nelze sloužit           | 50°33′37″ s. š., 13°34′39″ v. d. | zbořený farní kostel    |                         |
| Některé drobné sakrální stavby a pamětihodnosti lze dohledat zde v databázi Drobné sakrální památky Zaniklé sakrální stavby lze dohledat zde v databázi Poškozené a zničené kostely, kaple a synagogy v České republice |                         |                         |                         |                         |                                  |                         |                         |

Ve farnosti se mohou nacházet i další drobné sakrální stavby, místa římskokatolického kultu a pamětihodnosti, které neobsahuje tato tabulka.